# Leptomimoides
Leptomimoides is een geslacht van wantsen uit de familie van de Miridae (Blindwantsen). Het geslacht werd voor het eerst wetenschappelijk beschreven door Herczek & Popov in 2011.

## Soorten
Het genus is monotypisch en bevat alleen de volgende soort:

- Leptomimoides jonasdamzeni Herczek & Popov, 2011